# Navet salé
Pour les articles homonymes, voir Navet (homonymie).
Le navet salé ou naveline (en alsacien : süri rüewe) est du navet râpé et soumis au même procédé de préparation par lactofermentation que la choucroute. Il est courant en Alsace. Il se cuisine comme la choucroute.